# Бути людиною (фільм, 1973)
«Бути людиною» — радянський двосерійний телефільм 1973 року, знятий режисером Олександром Ігішевим на кіностудії «Білорусьфільм».

## Сюжет
За мотивами повісті Г. Немченка «Здрастуйте, Галочкіне!». Герої фільму — молоді будівельники нафтохімічного комбінату.

## У ролях
- Микола Сектименко — Михайло Бєлоус
- Борис Владомирський — Петро Богданович Середа, виконроб
- Юрій Каморний — Борис Корольов
- Ніна Зоткіна — Надя
- Наталія Санько — Валька
- Любов Рум'янцева — Світлана
- Анатолій Луцевич — Андрій Буравчик
- Костянтин Веремейчик — Петрович
- Сергій Проханов — Жека Зайцев
- Олександр Владомирський — очкарик
- Олександр Івановський — Федя
- Зоя Недбай — Жукова
- Георгій Куликов — Павло Андрійович Рубльов
- Віктор Тарасов — Георгій Миронович Решетніков, депутат райради, парторг
- В. Цаава — Гіві, шофер
- Геннадій Овсянников — художник
- М. Власенко — епізод
- Л. Рентель — епізод
- Марія Зінкевич — епізод
- Л. Ігішева — епізод
- В'ячеслав Кубарьов — будівельник
- Ігор Тозік — Михайло Бєлоус в дитинстві
- Віталій Базін — Володя, комсорг будівництва
- Володимир Кремена — будівельник
- Валерій Дайнеко — епізод
- Валерій Раїнчик — епізод

## Знімальна група
- Режисер — Олександр Ігішев
- Сценарист — Борис Половников
- Оператор — Віталій Ніколаєв
- Композитор — Лев Моллер
- Художник — В'ячеслав Кубарєв